# Христо Каламов
Христо Георгиев Каламов е български партизанин, доцент и генерал-майор.

## Биография
Роден е на 16 април 1922 г. в пловдивското село Свежен. Завършва средно образование през 1941 г. в Карлово. През 1938 г. става член на РМС. От 1941 до 1943 г. учи в Школата за запасни офицери. Участва в комунистическата съпротива в България като ятак на партизаните, а от 6 юни 1944 г. и като партизанин и военен инструктор в Първа средногорска бригада „Христо Ботев“. От 26 септември 1944 г. е назначен за помощник-командир на трети артилерийски полк. Носител е на орден „За храброст“, IV степен, 2 клас. От 1945 до 1947 г. е комендант на Пловдивския гарнизон. От 1947 до 1951 г. учи във Военната академия „Дзержински“ в СССР специалност „земна артилерия“. От 1951 до 1958 г. е заместник-началник по научноизследователската част на Военно-техническата академия, а след това на Военната академия в София. През 1958 г. защитава дисертация, а от 1959 г. е доцент. Между 1958 и 1960 г. е секретар на Партийния комитет на БКП във Военната академия. Умира на 2 април 1960 г. в София. На 6 април 1960 г. по предложение на тогавашния министър на отбраната армейски генерал Иван Михайлов е посмъртно повишен в звание генерал-майор.